# Wilfredo Gómez
Wilfredo Gómez (San Juan, 29 de octubre de 1956) es un exboxeador puertorriqueño. Tuvo un récord profesional de 44 victorias, 3 derrotas y un empate, con 42 victorias por nocaut. Fue campeón mundial de peso supergallo del Consejo Mundial de Boxeo desde 1977 hasta 1983. Es considerado por muchos, junto a Carlos Ortiz, Esteban de Jesús, Wilfred Benítez, Juan Laporte, Héctor Camacho, Edwin Rosario, Félix Trinidad y Miguel Cotto, los mejores boxeadores de Puerto Rico. Sus apodos sobre el ring fueron Bazooka y El niño de Las Monjas.

## Biografía
Campeón mundial aficionado, título obtenido en el Mundial de Cuba en 1974, Gómez se vio forzado a vivir en Panamá por varios años, debido a que no podía encontrar oponentes en Puerto Rico. Debuta como profesional en Panamá, siendo relegado a un empate a seis asaltos por Jacinto Fuentes. Después de esa pelea, encadenó un total de 32 victorias corridas por la vía del nocaut, entrando así en el grupo exclusivo de boxeadores con 20 o más victorias por nocaut seguidas. Su cadena de nocauts consecutivos lo sitúa en tercer lugar entre todos los boxeadores en cuanto a victorias conseguidas por nocaut, solo superado por Lamar Park, con 44, y Billy Fox con 43. Sin embargo, entre los campeones mundiales el y Deontay Wilder son los que más larga cadena de nocauts lograron a través de la historia, pues Park y Fox no fueron campeones mundiales. Cuando Wilder ganó su título mundial peso completo (o pesado) del Consejo Mundial de Boxeo al derrotar por puntos a Bermane Stiverne, no pudo desempatar con Gómez, en cuanto a campeones mundiales la racha las larga de victorias por nocaut en la historia, que logró en su combate anterior, no pudiendo quebrar el récord ahora perteneciente a él y a Gómez. 
En 1977, y aún en medio de esa cadena de victorias por nocaut, el campeón mundial super-gallo del Consejo Mundial de Boxeo (CMB), Dong Kiung Yum  de Corea del Sur, viaja a Puerto Rico a defender la corona mundial ante Gómez. Gómez visitó la lona en el primer asalto de este combate, pero se recuperó y noqueó a Yem en doce asaltos, coronándose campeón mundial por primera vez. 
Gómez defendió el título con éxito 17 veces, todas por nocaut, estableciendo un récord mundial de defensas consecutivas por nocaut en cualquier división,y también el récord de defensas en el peso Super-gallo. Entre otros, derrotó a los campeones mundiales Leo Cruz, Juan Meza, Lupe Pintor y Carlos Zárate. A Zarate lo derrotó en cinco asaltos, y su pelea contra Pintor, la cual duró catorce asaltos, se considera por críticos y expertos como una de las mejores peleas en la historia.
El 21 de agosto de 1981, Gómez sube de peso para retar al campeón mundial categoría pluma del CMB, Salvador Sánchez. En lo que muchos consideran la victoria más grande de un mexicano sobre un puertorriqueño en la historia del boxeo, Sánchez derrota a Gómez por nocaut en el octavo asalto, sorprendiendo inclusive a los apostadores de Las Vegas, ciudad sede del combate, que daba a Gómez favorito para ganar. 
Gómez bajó de peso inmediatamente, para defender la corona super-gallo cuatro veces más, con la esperanza de que Sánchez le diera una revancha. Dicha revancha nunca llegó, sin embargo, pues Sánchez falleció, el 12 de agosto de 1982, en un accidente de auto en la carretera San Luis Potosí - Querétaro.Entre sus 4 defensas en 1982, destacan los combates ante Juan Meza, futuro campeón mundial peso Super Gallo, noqueado en seis asaltos en Atlantic City, Nueva Jersey, y Lupe Pintor, en una pelea que es considerada generalmente entre los combates más emotivos y violentos en la historia del deporte, cuando Gómez, con lesiones en los ojos y los cachetes, logró derrotar al futuro miembro del salón de la fama internacional del boxeo por nocaut en el asalto número catorce. Mientras esto sucedía, Juan Laporte, otro puertorriqueño, se coronaría campeón mundial pluma del CMB al conquistar la corona dejada vacante por la muerte de Sánchez.
En 1984, Gómez sube de peso nuevamente y reta a Laporte, resultando triunfador esta vez, por decisión unánime en doce asaltos. Habiendo conquistado su segundo título mundial, Gómez esperó nueve meses para defender su corona, pero perdió el título en su primera defensa, cayendo noqueado en once asaltos ante Azumah Nelson, de Ghana.
Gómez comenzó 1985 esperando una revancha con Nelson o una oportunidad ante el campeón mundial ligero júnior de la Asociación Mundial de Boxeo (AMB), Rocky Lockridge. Lockridge aceptó pelear con Gómez, de manera que Gómez subió de peso nuevamente, y el 19 de mayo de ese año, se convierte en el octavo boxeador en conquistar tres coronas mundiales, además de ser el cuarto latinoamericano y el segundo puertorriqueño en lograr tal hazaña, al derrotar a Lockridge por una cerrada decisión dividida en quince asaltos.
Al igual que cuando reinó en el peso pluma, Gómez perdió la corona ligero júnior en su primera defensa, noqueado en nueve asaltos por el panameño Alfredo Layne, quien fue ejecutado por sicarios colombianos en 1999 al estar involucrado en una transacción de cocaína en la que se robó el cargamento pactado, por lo cual fue torturado y asesinado en la Ciudad de Panamá. 
Tras dos victorias adicionales en 1988 y 1989, Gómez anunció su retiro. Luego vivió en Venezuela y Colombia antes de regresar a su patria. En 1995 Gómez fue elegido miembro del Salón de la Fama Internacional del Boxeo. Durante su período de campeón mundial super-gallo, de 1977 a 1983, Gómez logró ser considerado un héroe nacional en Puerto Rico, título que la mayoría de puertorriqueños aún le concede.